# Ljungsjön (Malmbäcks socken, Småland)
Ljungsjön är en sjö i Nässjö kommun i Småland och ingår i Lagans huvudavrinningsområde. Sjön är 5,5 meter djup, har en yta på 0,037 kvadratkilometer och befinner sig 308 meter över havet.